# Scutosaurus
Scutosaurus (“réptil escudo”) era um gênero de pareiassauro que viveu há cerca de 265-254 milhões de anos, no que é hoje a Rússia, no final do período Permiano. Seu nome refere-se às grandes placas de armadura espalhadas através de seu corpo.

## Descoberta e história

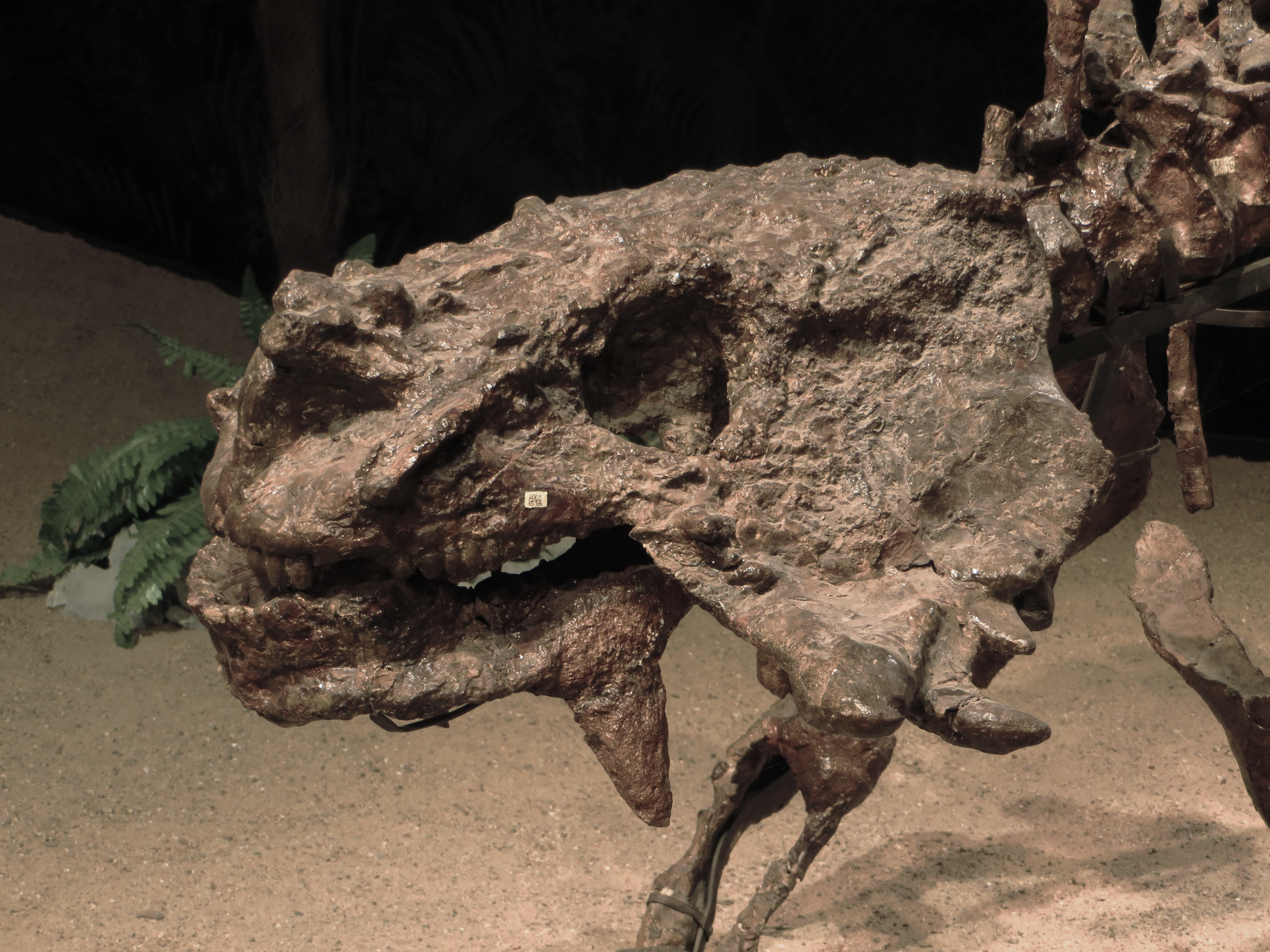
Foto de um espécime.

Com 4 espécimes coletados no começo do ano de 1900, na Dvina do Norte, Rússia, em 1902 Amalitsky nomeou 4 novas espécies (com nome do gênero errado): Pareiosaurus karpinskii, Pareiosaurus tuberculatus, Pareiosaurus elegans e Pareiosaurus horridus. Entretanto, Hartmann-Weinberg (1930) criou o gênero Scutosaurus para guardar uma única espécie: Scutosaurus karpinskii — em outras palavras, Hartmann-Weinberg reclassificou as 4 espécies nomeadas por Amalitsky como sendo Scutosaurus karpinskii. Kuhn (1969) concordou com Hartmann-Weinberg. Em 1987, Ivakhnenko ergueu Scutosaurus itilensis com base em Scutosaurus tuberculatus . No entanto, Lee (1996: 80), analisando dezenas de outros espécimes e os 4 primeiros, corroborou com a interpretação de Hartmann-Weinberg, pois os espécimes não apresentaram diferenças claras entre si. Tsuji (2013) e Benton (2016) também apoiaram esta interpretação, argumentando que Scutosaurus é um dos táxons de pareiassauros mais derivados morfologicamente.

## Descrição
Assim como outros pareiassauros, o Scutosaurus tinha uma flange de "bochecha" produzida por um osso quadratojugal expandido na lateral do crânio, uma ornamentação craniana composta por saliências, corrosão e sulco, uma saliência única no osso angular da mandíbula inferior, dentes em formato de folha e osteodermas ou escudos.

### Tamanho

Diagrama comparando o tamanho de um Scutosaurus.

O Scutosaurus era um pararéptil de corpo grande, robusto. Tinha de 2,5 a 3 metros de comprimento. Embora ele já fosse reconhecido como um táxon massivo, não se sabia sua massa corporal exata. Então, um artigo de 2021 de Romano et al. calculou a massa corpórea do maior indivíduo de Scutosaurus karpinskii usando métodos volumétricos. O resultado da massa corpórea em todas as densidades usadas sempre rondou 1 tonelada: 1.060, 1.160 e 1.330 kg. Isso faz do Scutosaurus um dos táxons de pararrépteis mais pesados e talvez o maior pareiassauro.

## Paleobiologia

### Posição dos membros

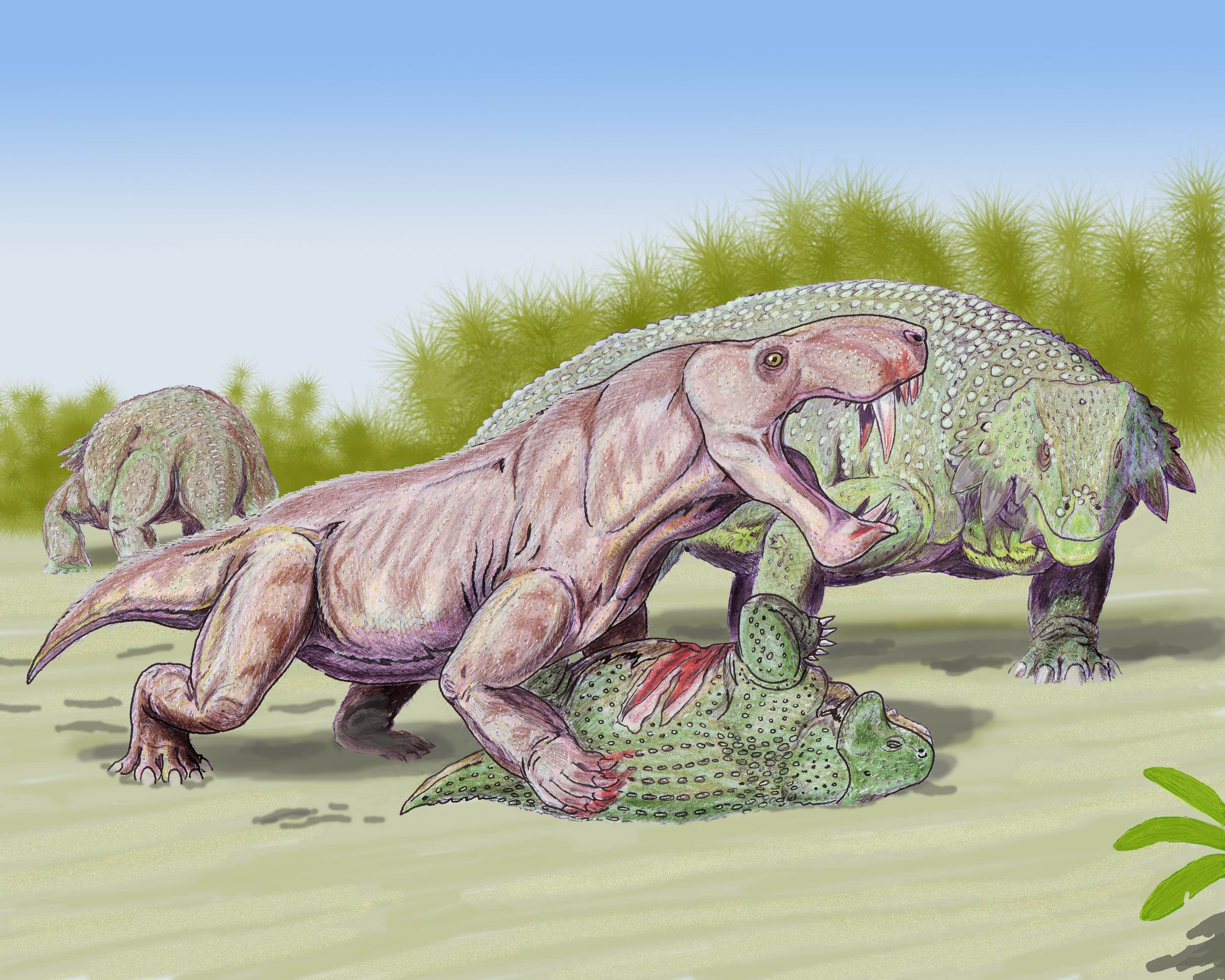
Inostrancevia predando Scutosaurus e mostrando sua posição dos membros.

O Scutosaurus possuía, assim como todos os outros pareiassauros, membros atarracados.

### Alimentação
Pareiassauros eram animais herbívoros com corpo de barril, e os de grande porte deveriam ter uma dieta rica em fibras. Isso lança luz sobre os primeiros ecossistemas terrestres modernos.

## Cultura popular
No documentário Caminhando com os Monstros de 2005, aparece um grande bando de Scutosaurus no deserto da Sibéria, Rússia, e um deles é atacado por um gorgonopsídeo, morrendo.